# 大立方立方八面体
大立方立方八面体 (Great Cubicuboctahedron)とは、一様多面体の一種で、切頂六面体の正八角形を正8/3角形に置き換え、隙間を正三角形と正方形で埋めたものである。

## 性質
- 構成面： 正三角形 8枚、正方形 6枚、正8/3角形 6枚
- 辺： 48
- 頂点： 24
- 頂点形状： 3, 8/3, 4, 8/3
- ワイソフ記号： 3 4 | 4/3
- 枠： 切頂六面体
- 双対： Great hexacronic icositetrahedron
- 外接球半径： 一辺を2とすると{\displaystyle {\sqrt {5-2{\sqrt {2}}}}}

## 同じ枠を持つ立体
- 切頂六面体
- 一様大斜方立方八面体
- 大斜方六面体